# 山口建設高等職業訓練校
山口建設高等職業訓練校（やまぐちけんけんせつこうとうしょくぎょうくんれんこう）は、認定職業訓練による職業能力開発校。山口県建設職業訓練協会が運営する。

## 所在地
山口県山口市維新公園2丁目1番10号

## 設置科目
木造建築科

## 概要
1975年、山口県の認定を受けて設立

## 訓練期間
2年制の普通訓練課程
座標: 北緯34度09分38秒 東経131度26分25秒 / 北緯34.16044度 東経131.44025度
| スタブアイコン | サブスタブ | この項目は、まだ閲覧者の調べものの参照としては役立たない、山口県に関連した書きかけの項目です。この項目を加筆・訂正などしてくださる協力者を求めています（P:日本の都道府県/山口県）。 |